# Terry Bradshaw
Terry Paxton Bradshaw (Shreveport, 2 settembre 1948) è un ex giocatore di football americano e attore statunitense che ha militato per tutta la carriera nel ruolo di quarterback per i Pittsburgh Steelers della National Football League, conducendoli alla vittoria di quattro Super Bowl negli anni settanta. È stato inserito nella Pro Football Hall of Fame nel 1989.

## Carriera universitaria
Bradshaw iniziò la sua attività sportiva a livello di scuola superiore nell'atletica leggera, in particolare nel lancio del giavellotto, specialità in cui stabilì un record nazionale con 74,68 m. Al college giocò a football alla Louisiana Tech University dal 1966 al 1969, anno in cui era considerato dalla maggior parte degli osservati il miglior giocatore universitario della nazione. Nella sua ultima annata passò 2.314 yard, terzo nella NCAA, guidando la sua squadra a un record di 8–2.

## Carriera professionistica
Nel Draft NFL 1970  Bradshaw fu scelto come primo assoluto dai Pittsburgh Steelers. Questi avevano terminato la stagione precedente col peggior record della lega alla pari coi Chicago Bears, 1-13, e ottennero la prima scelta grazie al lancio della monetina.

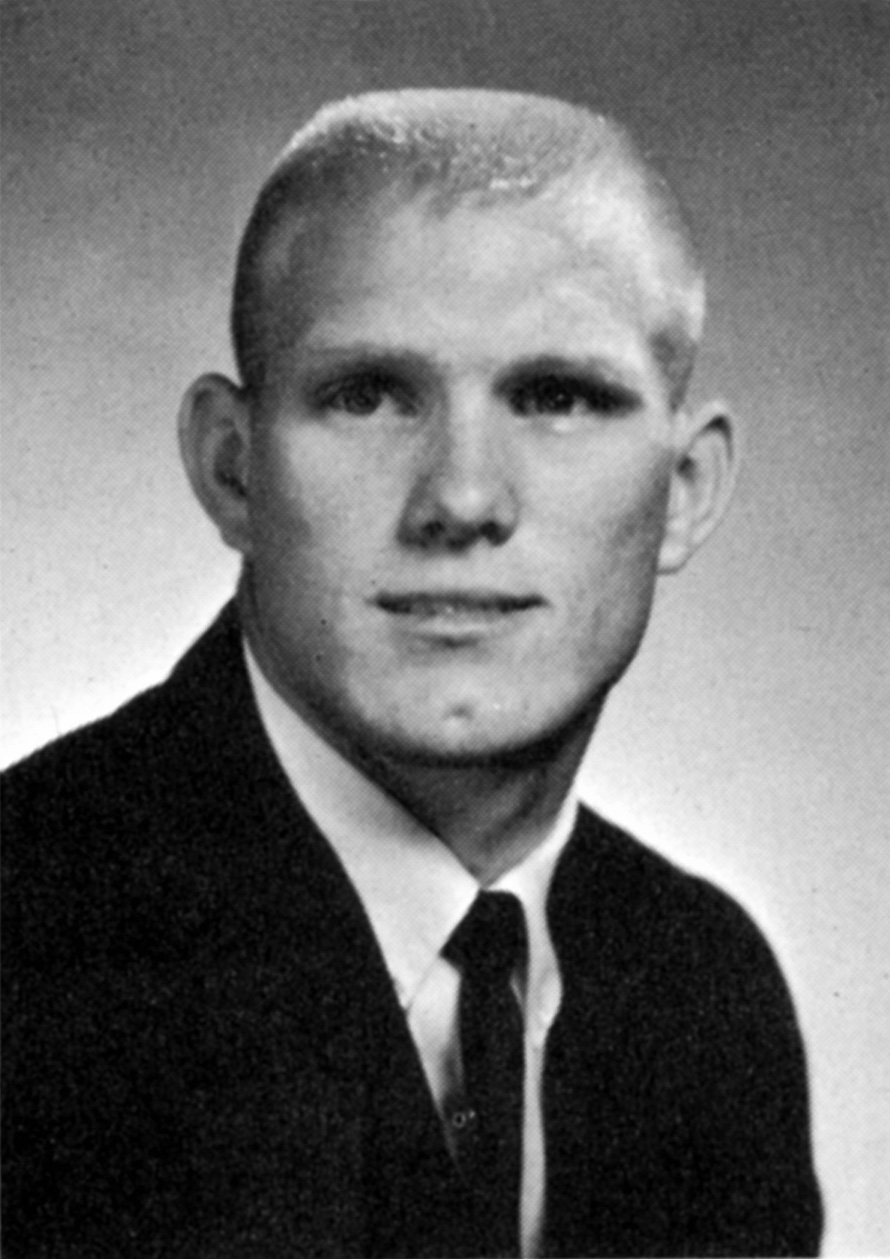
Bradshaw ai tempi del college nel 1967.

Bradshaw divenne il titolare nella sua seconda stagione, dopo avere diviso il ruolo con Terry Hanratty nella sua annata da rookie. La sua carriera iniziò in maniera difficoltosa, lanciando diversi intercetti e venendo schernito dai mezzi d'informazione per le sue origini rurali e per una percepita mancanza di intelligenza.
Occorsero diverse stagioni a Bradshaw per prendere le misure della NFL, ma alla fine guidò i Pittsburgh Steelers a otto titoli della AFC Central division e a quattro Super Bowl. La squadra poteva contare sulla celebre difesa, soprannominata "Steel Curtain" ("Cortina d'acciaio"), e su un potente attacco basato sulle corse, guidato da Franco Harris e Rocky Bleier, ma il forte braccio di Bradshaw portava anche una minaccia in profondità, contribuendo a colpire le difese avversarie. Nel 1972 lanciò il passaggio che portò alla "Immaculate Reception", una delle giocate più famose della storia della NFL.

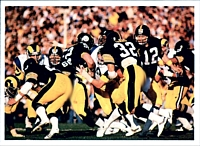
Terry Bradshaw nel Super Bowl XIV

Bradshaw perse temporaneamente il ruolo di titolare in favore di Joe Gilliam nel 1974, ma lo riconquistò nel corso della stagione regolare. Nella finale della AFC del 1974 contro gli Oakland Raiders, il suo passaggio da touchdown per Lynn Swann si rivelò essere quello decisivo per la vittoria per 24–13. Nel 16-6 degli Steelers nel Super Bowl IX contro i Minnesota Vikings che ne seguì, Bradshaw completò 9 passaggi su 14 e il suo passaggio da touchdown nel quarto periodo permise a Pittsburgh di prendere il largo, andando a vincere il suo primo Super Bowl.
Nel Super Bowl X della stagione 1975, Bradshaw passò 209 yard, la maggior parte delle quali per Lynn Swann, con gli Steelers che batterono i Dallas Cowboys, 21–17. Il suo passaggio da touchdown da 64 yard per Swann (che viaggiò per circa 70 yard in aria), che fu scagliato un istante prima che il defensive tackle Larry Cole lo atterrasse, causandogli una seria commozione cerebrale, è ritenuto uno dei più grandi passaggi della storia della NFL.
Infortuni al collo e al polso costrinsero nel 1976 Bradshaw a saltare quattro partite. Giocò bene nella vittoria per 40–14 sui Baltimore Colts, completando 14 passaggi su 18, per 264 yard e 3 touchdown, ma le speranze per il terzo titolo consecutivo si infransero nella sconfitta per 24–7 contro Oakland nella finale della AFC.
Bradshaw disputò la sua migliore stagione nel 1978, venendo premiato come MVP della NFL dopo avere completato 207 passaggi su 368 per 2.915 yard e guidando la lega con 28 passaggi da touchdown. Prima del Super Bowl XIII, una rivincita contro i Cowboys, il linebacker avversario Thomas "Hollywood" Henderson prese in giro Bradshaw dicendo "Non riuscirebbe a sillabare 'Cat' nemmeno se gli suggerissi la 'c' e la 'a'." Bradshaw si vendicò vincendo il premio di MVP del Super Bowl, completando 17 passaggi su 30, per l'allora record di 318 yard e 4 touchdown nella vittoria 35–31. Bradshaw anni dopo scherzò sull'episodio affermando "è football, non ingegneria aerospaziale."

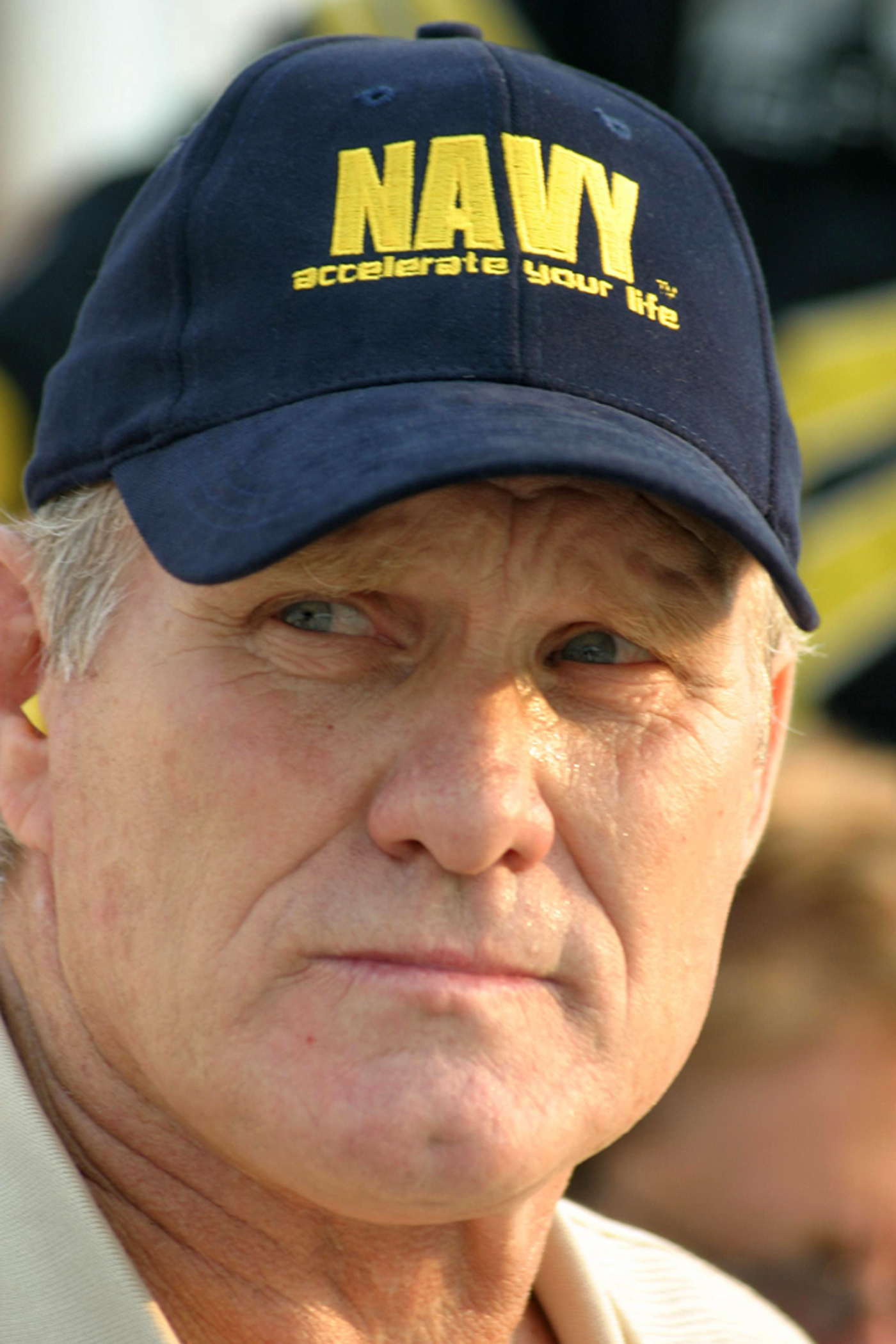
Bradshaw nel 2003.

Bradshaw vinse il suo secondo titolo consecutivo di MVP del Super Bowl nel 1979 nel Super Bowl XIV, dove passò 309 yard e 2 touchdown nella vittoria per 31–19 sui Los Angeles Rams. Con la gara ancora in equilibrio, all'inizio del quarto periodo, con gli Steelers in svantaggio per 19–17, Terry lanciò ancora una volta un lungo passaggio che si rivelò ciò che fece la differenza, un touchdown da 73 yard per John Stallworth. Quell'anno condivise il premio di Sportivo dell'anno di Sports Illustrated con Willie Stargell.
Nelle due stagioni successive, la squadra mancò i playoff. Bradshaw fu costretto a ricevere iniezioni di cortisone al gomito prima di ogni gara per un infortunio subito durante il training camp del 1982, ma quell'anno riuscì comunque a essere primo nella NFL con 17 passaggi da touchdown. La sua ultima gara in carriera nei playoff fu una sconfitta per 31–28 contro i San Diego Chargers, in cui completò 28 passaggi su 39 per 325 yard, 2 touchdown e 2 intercetti.
Dopo un'operazione chirurgica al gomito, Bradshaw non giocò le prime 14 gare della stagione 1983, quindi iniziò la sua stagione il 10 dicembre 1983, contro i New York Jets, ma durante la partita sentì un dolore al gomito mentre stava lanciando il suo ultimo passaggio, un touchdown da 10 yard per Calvin Sweeney, nel secondo quarto della vittoria degli Steelers per 34–7. Fu costretto a lasciare la partita e non scese mai più in campo. Quei due touchdown gli permisero di terminare la carriera con più touchdown (212) che intercetti (210). Nel luglio 1984 Bradshaw annunciò il suo ritiro. In 14 anni di carriera, gli Steelers si qualificarono per i playoff dieci volte. Fu il primo quarterback titolare a vincere quattro Super Bowl, un'impresa superata solo da Tom Brady, che nel 2017 vinse il suo quinto. Il suo record nei playoff come titolare fu di 14 vittorie e 5 sconfitte.

## Palmarès

### Franchigia
- Super Bowl : 4

Pittsburgh Steelers: IX, X, XIII, XIV
- American Football Conference Championship: 4

Pittsburgh Steelers: 1974, 1975, 1978, 1979

### Individuale
- MVP del Super Bowl: 2

1978, 1979
- MVP della NFL: 1

1978
- Convocazioni al Pro Bowl: 3

1975, 1978, 1979
- First-team All-Pro: 1

1978
- Leader della NFL in passaggi da touchdown: 1

1978, 1982
- Formazione ideale della NFL degli anni 1970
- Pro Football Hall of Fame (classe del 1989)
- College Football Hall of Fame (classe del 1976)
- Classificato al numero 50 tra i migliori cento giocatori di tutti i tempi da NFL.com

## Dopo il football
Al termine della sua attività agonistica, Terry Bradshaw ha avuto una non trascurabile carriera come attore, con numerose apparizioni in film, serie e trasmissioni televisive e spot pubblicitari.
L'ultima apparizione cinematografica è del 2017, nel film 2 gran figli di..., con Ed Helms e Owen Wilson.
Terry Bradshaw apparve inoltre nella parte di se stesso nell'episodio La paura fa novanta XVI della diciassettesima stagione del cartone animato I Simpson.

## Filmografia parziale

### Cinema
- Collo d'acciaio (Hooper), regia di Hal Needham (1978)
- La corsa più pazza d'America (The Cannonball Run), regia di Hal Needham (1981)
- A casa con i suoi (Failure to Launch), regia di Tom Dey (2006)
- 2 gran figli di... (Father Figures), regia di Lawrence Sher (2017)

### Televisione
- Modern Family, serie tv, stagione 9 episodio 8, regia di Christopher Lloyd e Steven Levitan (2018)

## Doppiatori italiani
Nelle versioni in italiano dei suoi lavori, Terry Bradshaw è stato doppiato da:
- Sandro Iovino in A casa con i suoi
- Angelo Nicotra in 2 gran figli di...
- Wladimiro Grana in Malcolm
- Dario Penne in Modern family